# Fraternidade Evangélica de Igrejas Congregacionais
A Fraternidade Evangélica de Igrejas Congregacionais (Evangelical Fellowship of Congregational Churches - EFCC, em inglês) é uma associação fundada em 1967 e formada por cerca de 125 igrejas locais independentes no Reino Unido.
Cada uma das igrejas da EFCC praticam a forma congrergacional de governo eclesiástico e partilham de uma declaração doutrinária comum, que é reformada e evangélica. Por ser Congregacional, a EFCC não tem qualquer hierarquia denominacional. No entanto, possui cargos como o de secretário geral. Algumas de suas igrejas também fazem parte da Federação Congregacional do Reino Unido.
A EFCC é uma membro da Fraternidade Mundial Evangélica Congregacional - WECF